# Brushane
Brushane (Calidris pugnax) är en fågel som tillhör familjen snäppor (Scolopacidae). Fågeln har unikt stora skillnader i både utseende och storlek mellan könen, och där hanarnas praktdräkt skiljer sig tydligt åt även individuellt, vilket är ovanligt bland fåglar. Den häckar i våtmarker i kallare områden av Europa och Asien. Tidigare placerades den som ensam art till släktet Philomachus men förs idag till släktet Calidris.

## Systematik
Brushanen är en vadare inom familjen Scolopacidae. Den placeras idag i släktet Calidris med har tidigare placerats som ensam art i släktet Philomachus. Studier indikerar att dess närmsta släktingar är myrsnäppa (Calidris falcinellus) och spetsstjärtad snäppa (Calidris acuminata). Den delas inte upp i några underarter och inga geografiska varianter är kända.
Arten beskrevs första gången 1758 av Carl von Linné i hans verk Systema Naturae under det vetenskapliga namnet Tringa pugnax. Den placerades i sitt nuvarande släkte 1804 av den tyske naturalisten Blasius Merrem. Båda leden i sitt vetenskapliga namn har den fått av hanarnas lek under häckningstiden. Philomachus härleds av grekiskans 'philos' (älska) och 'machos' (strid) och betyder alltså ungefär "stridsälskande". Pugnax betyder "stridbar" eller "krigisk" på latin.

## Utseende och läte

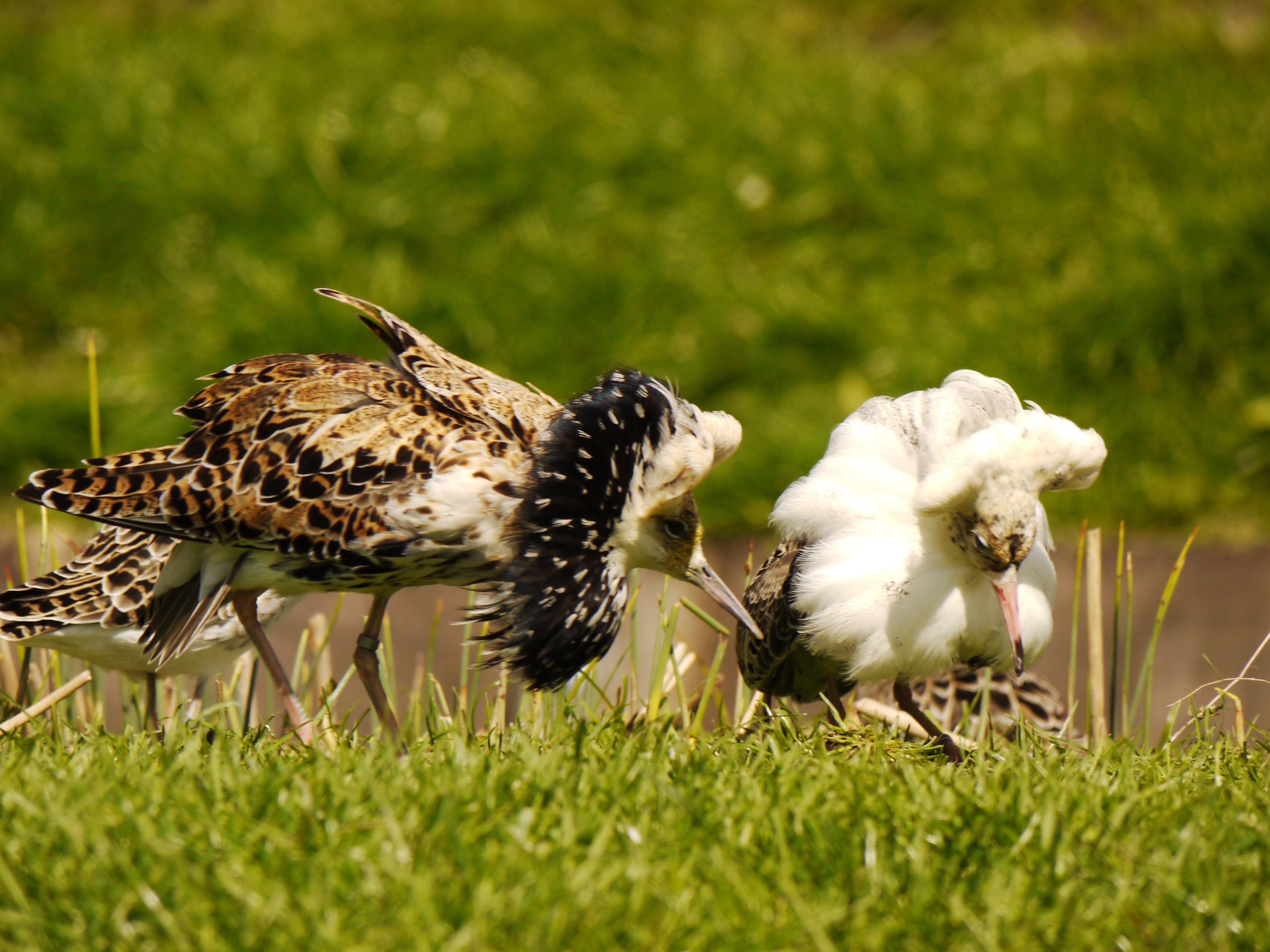
Två hanar i den mycket säregna praktdräkten.

Brushanen har en mycket varierande dräkt under olika perioder på året och könen skiljer sig också åt. Näbben är svagt nedåtböjd med uppfattas som nästan rak. För att vara en vadare i denna storlek är näbben medellång. När brushanen sträcker på halsen kan den se mycket smal- och långhalsad ut. Den har ett mörkt öga, likt ett knappnålshuvud. Honorna är markant mindre än hanarna. Den adulta honans kroppslängd är cirka 25 centimeter och den har ett vingspann på cirka 48 centimeter medan den adulta hanens längd är cirka 30 centimeter och den har ett vingspann på cirka 58 centimeter. Även benfärgen skiljer sig åt, där adulta hanar har röda ben, adulta honor har ljust orange och juvenilerna ljust grå.
Det mest signifikanta och spektakulära, för brushanen är den brokiga praktdräkt som flertalet adulta hanar bär i början av häckningsperioden och som börjar anläggas när de återvänder till häckningsplatserna i början av april. Denna dräkt består av en krage av långa, styva, i spetsen bakåtböjda fjädrar kring framhalsen och nacken. Fjädrarna i halskragen och örontofsarna fortsätter sedan att växa under april och maj. Den nakna huden på tygeln växlar färg till gulorange och blir vårtig.

### Hanarnas polymorfism
Det finns tre olika morfer av brushanehanar, på grund av genetisk polymorfism, vilket bland annat resulterar i olikfärgade praktdräkter och olika beteenden. Utseendemässigt växlar mest halskragen i sin glänsande färg, från blåsvart till röd, gul eller vit, ren, fläckig eller bandad av vågiga tvärstreck. I de flesta fall växlar ryggens färg (blir mörkare eller ljusare) i överensstämmelse med halskragens. Färgerna på bröstet och buken är inte alls lika varierande. Bröstet är svart med vita fläckar, buken och undergumpen renare vit.
De mörka eller kraftfullt färgade hanarna är aggressivare, kallas för "suveräner" och utgör cirka 84 % av hanarna. De ljusa, ofta med vit halskrage, är mer undvikande och passiva, kallas "satelliter" och utgör cirka 16 % av hanarna. Den tredje, och mest ovanliga morfen, är de "intermediära" som är hanar som inte alls utvecklar praktdräkt utan bär en honfärgad dräkt året runt. Dessa utgör cirka 1 % av hanarna, de har i genomsnitt 2,5 gånger större testiklar än de andra hanarna.
I slutet av juni, när honorna lagt sina ägg ruggar brushanen sin praktdräkt. Hanarnas färger närmar sig då honornas, som på ryggsidan är spräckliga av svarta fjädrar, med rödbruna och ljusgråa kanter. Den ljusgrå färgen finns framför allt på de mindre täckfjädrarna, på buksidan överensstämmer honorna med hannarnas dräkt, med undantag för att det svarta på bröstet är glesare. Juvenilerna har en liknande dräkt som honorna men de har en starkare rostfärg utbredd över hals och bröst.

### Läte
Brushanen är tystlåten, även under spelet, men uppskrämda fåglar ger ibland ifrån sig ett lågmält kacklande läte vid uppfloget.

### Bildgalleri

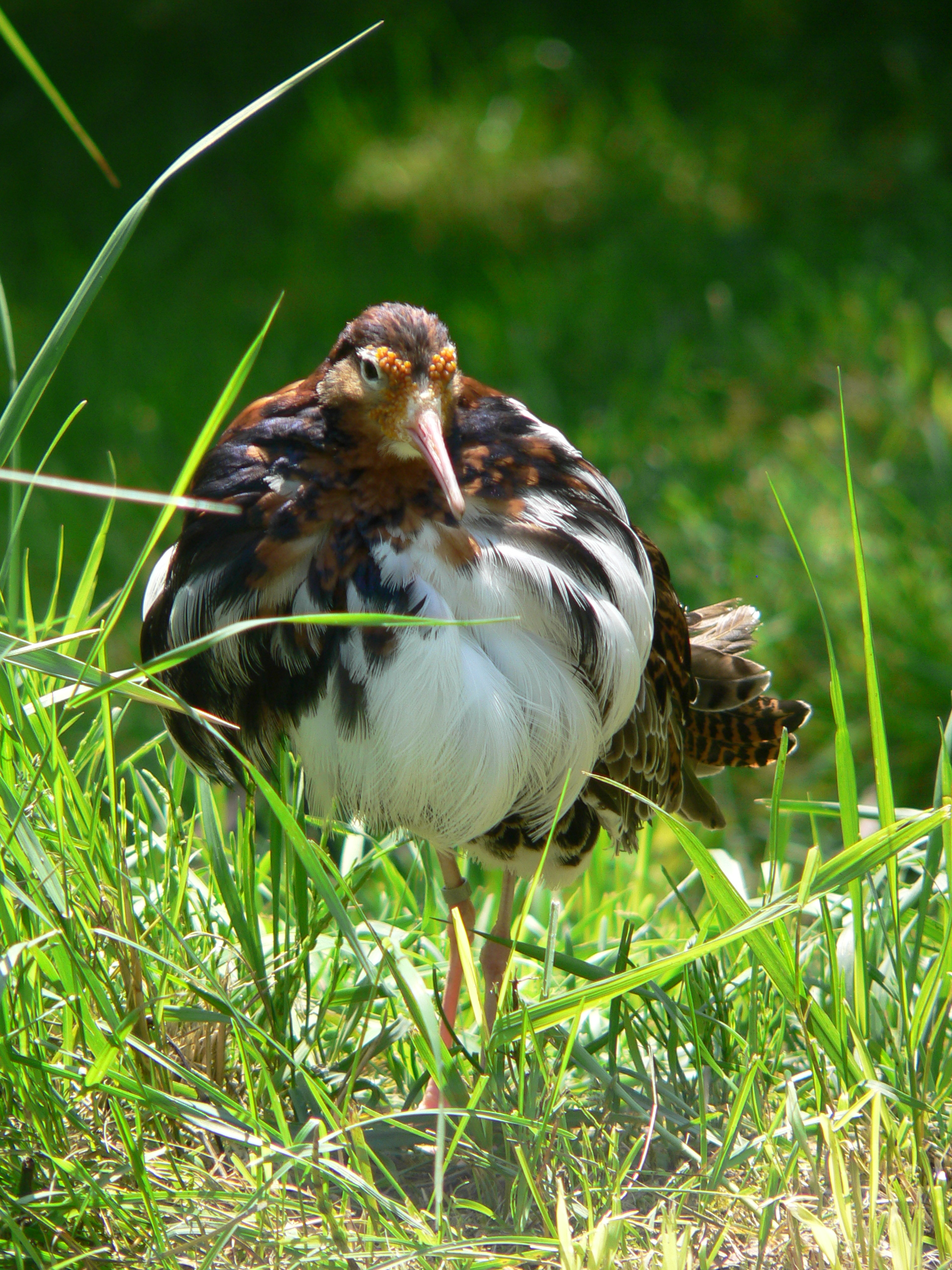
Brushanehanne i praktdräkt. En s.k "suverän" (se text).
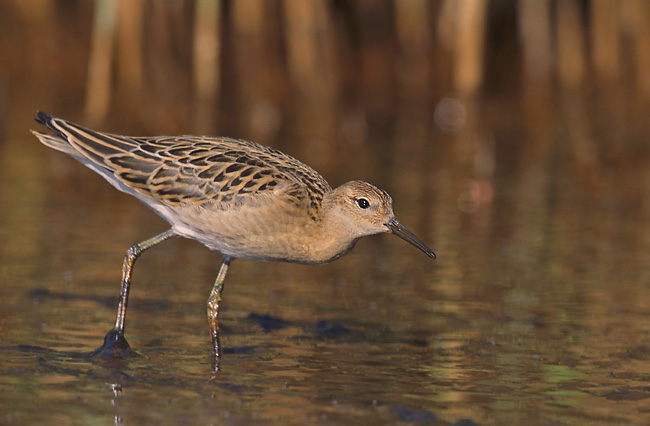
Juvenil brushane.
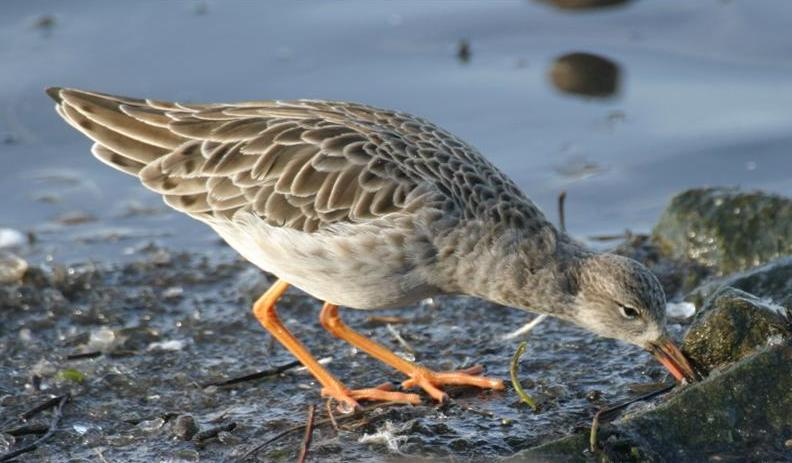
Adult brushane i vinterdräkt.
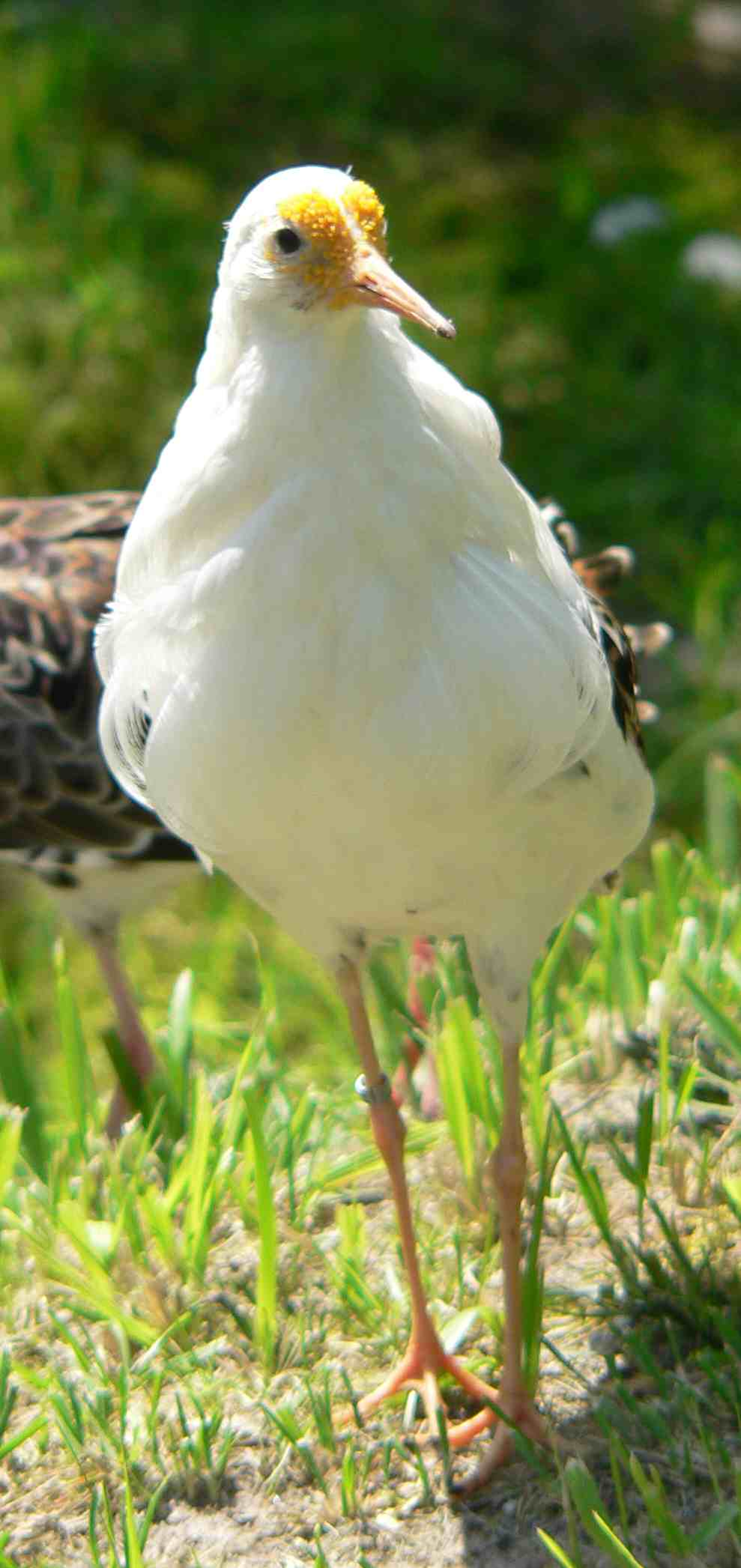
Leucistisk individ och inte en s.k "satellit" (se text).
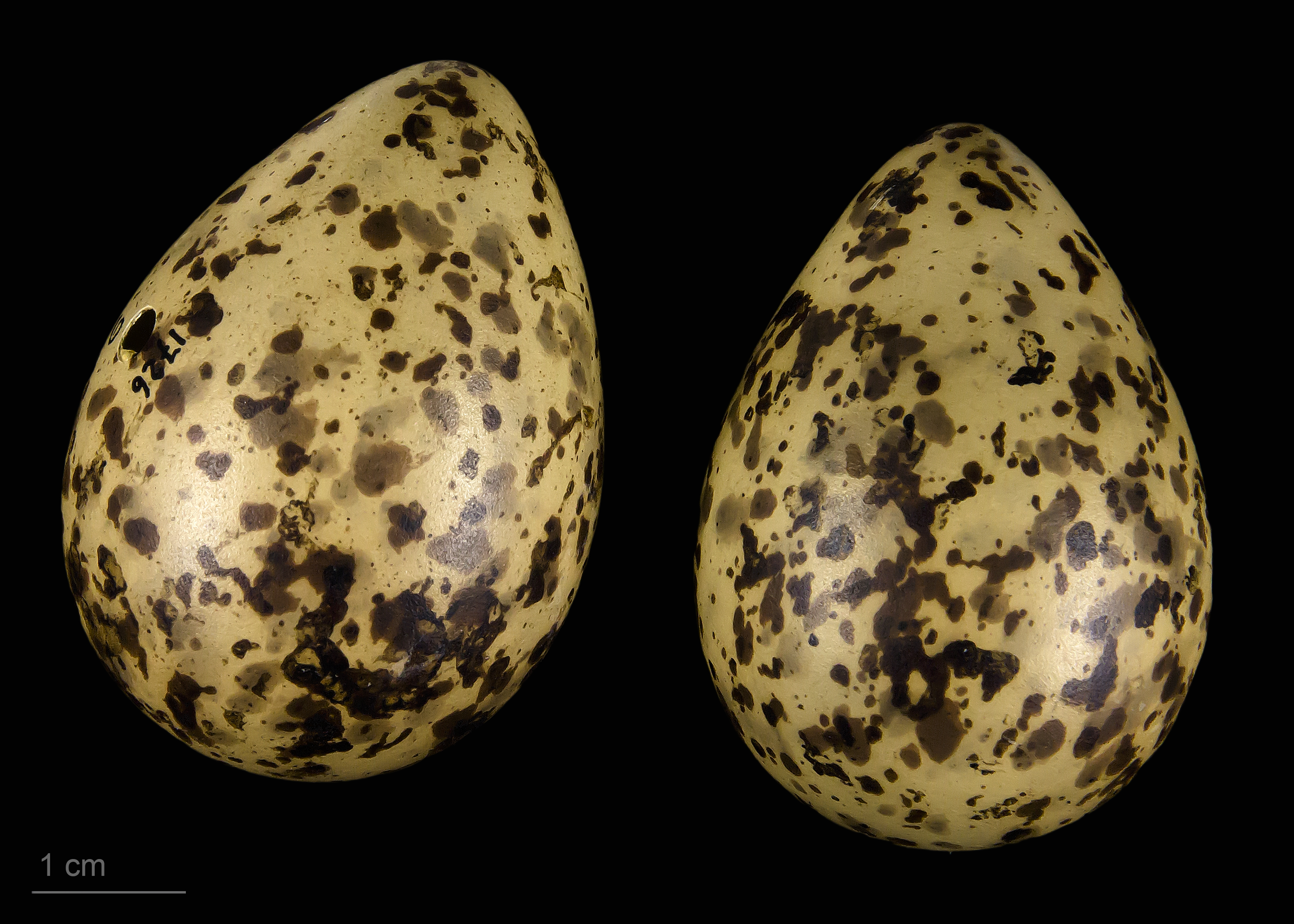

## Utbredning och flyttning
Brushanen är en flyttfågel som häckar i våtmarker i de kallare regionerna av norra Eurasien, och tillbringar perioden då norra hemisfären har vinter i tropikerna, främst i Afrika. Vissa populationer som häckar i Sibirien genomför årligen en resa på 30,000 km, enkel väg, till vinterkvarteren i Västafrika. Det finns en mindre överlappningszon av sommar- och vinterkvarter i Västeuropa.
Brushanen häckar i Europa och Asien, från Skandinavien och Storbritannien nästan ända till Stilla havet i öster. I Europa återfinns den i kalla tempererade områdena, i Skandinavien ända upp i de norra lappmarkerna. I Ryssland är den en arktisk art, och uppträder främst norr om 65°N. Den största koncentrationen finns i Ryssland, med mer än 1 miljon par. I Sverige häckar 61000 par, i Finland 39000 par, i Norge 14000 par. Den häckar även i Storbritannien och österut genom låglandet i Polen, Tyskland och Danmark men där häckar det tillsammans mindre än 2000 par.

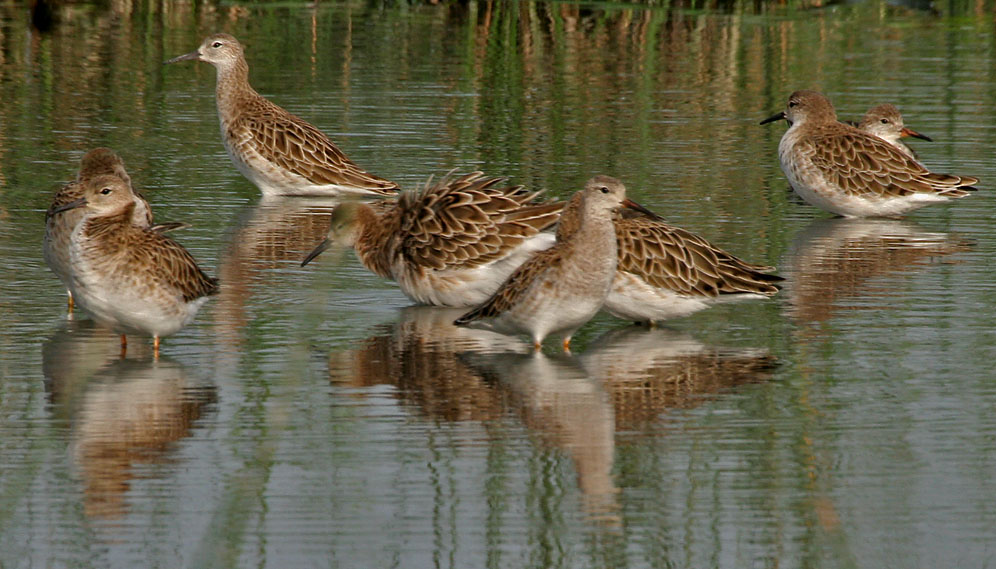
Åtta brushanar i vinterdräkt i vinterkvarter i Indien.

Den är en utpräglad flockfågel på flytten, och uppträder i stora flockar som kan bestå av hundratals eller till och med tusentals individer. I vinterkvarter kan den uppträda i extremt stora flockar. En flock i Senegal bestod av en miljon individer. En mindre del övervintrar ännu längre österut i Myanmar, södra Kina , Nya Guinea och lokalt i Australien, eller utmed Atlant- och Medelhavskusten i Europa. I Storbritannien och delar av Västeuropa där häcknings- och övervintringsområden överlappar kan fågeln uppträda året runt. Icke-häckande individer kan också stanna hela året i vinterkvarteret. Brushanen uppträder ovanligtvis i Alaska (där den har häckat), Kanada och de gränsande staterna i USA, och har observerats på Island, i Centralamerika, norra Sydamerika, på Madagaskar och Nya Zeeland.
Hanarna, som inte deltar i någon del av bobygge eller ruvning lämnar häckningsområdena i slutet av juni eller början av juli. De följs sedan av honor och sist årsungarna senare i juli. Hanarna genomför vanligtvis kortare förflyttningar och övervintrar längre norrut än honor. Exempelvis är nästan alla övervintrande brushanar i Storbritannien hanar, medan det nästan bara är honor i Kenya. Denna uppdelning av övervintringsområden är inte ovanlig bland flyttfåglar eftersom det minskar konkurrens om föda och gör att hanar kan nå häckningsområdena så tidigt som möjligt och etablera revir. Hanar kan också möjligen klara kallare vintrar eftersom de är större än honorna.
De brushanar som återvänder mot norr över Medelhavet verkar följa en väldefinierad rutt med specifika rastplatser.

## Ekologi

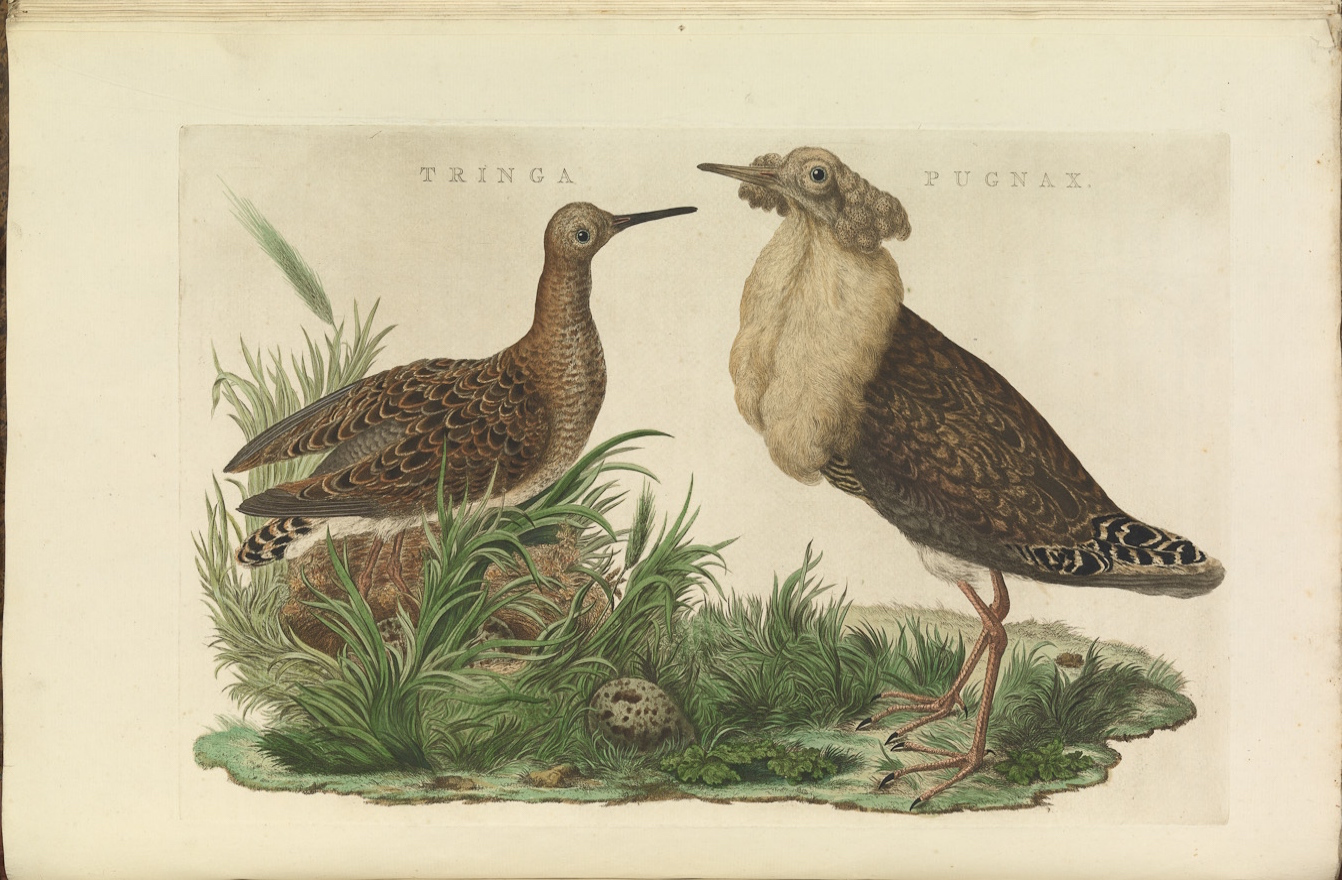
Brushane i boken Nederlandsche Vogelen (Nederländska fåglar) från 1770

### Biotop
Brushanen häckar i omfattande sötvattenskärr i låglandsområden, och fuktiga gräsmarker, med låga kullar med kortvuxet gräs. Den undviker karg tundra och områden som utsätts för hårt väder. De fuktigare områden är en källa till föda, medan kullar och sluttningar används som lekplatser, och torra områden med starr eller låg buskvegetation erbjuda häckningsplatser. En ungersk studie visade att en måttligt intensiv betesgång av vall, med mer än en ko per hektar, resulterade i fler häckande par. Under icke-häckningstid använder den sig av fler olika typer av grunda våtmarkiotoper, som bevattnade fält, eller flod- och sjöstränder. Torr gräsmark, lerstränder med tidvatten och havsstränder används mindre ofta.

### Häckning

#### Leken
På våren när häckningstiden kommer börjar hanarna att spela. Ansiktets sidor blir då täckta av vårtor, ett tecken på begynnande könsdrift och på samma gång ett skydd mot stötar från motståndares näbb. Revirhävdande brushanar slåss med näbbar och klor och det är inte ovanligt att man ser blödande och haltande hanar. I sällsynta fall kan de till och med döda varandra.
De tre olika morferna beter sig olika under dessa spel. Suveränerna vaktar ett område inom leken på cirka 1x1 meter och inom denna ruta uppvaktar de honor aktivt samtidigt som de försvara sitt område mycket aggressivt gentemot andra hanar. Satelliterna är mer undfallande och försvarar inte ett specifikt område utan försöker para sig med honor som besöker suveränernas områden. De intermediära hanarna blir oftast bestigna, eller bestiger andra hanar, antingen suveräner eller satelliter, men vid enstaka tillfällen bestiger de även honor.
Brushanarnas lekplatser är låga kullar med kortvuxet gräs, där nedtrampat gräs och lösryckta fjädrar vittnar om kamp. Hela denna strid verkar vara jämförbar med morkullans sträckning, som också är i samband med fortplantningsdriften. En märklig omständighet, är att striderna är strikt begränsade till de bestämda lekplatserna.
Två eller flera hannar kan helt fredligt följa en hona på den plats där hon reder sitt bo. Först vid återkomsten till stridsplatsen börjar hannarnas tummel igen och fortgår, till dess trötthet eller en förbiflygande hona eller matlusten skiljer dem åt. Det förekommer inte heller strid mellan hannarna när de söker efter föda. När honorna lagt sina ägg, upphör hannarnas stridslust.

#### Bo och ruvning
I maj eller juni, senare i de norra än i de södra trakterna, lägger honan sina 3-4 jämförelsevis stora, omkring 4 cm långa, olivbruna eller gröna, med rödbrunt eller svart fläckiga, päronformiga ägg i en liten håla på någon tuva, aldrig långt från vatten. Hon ruvar äggen ensam, och föder ensam upp ungarna, som strax efter kläckningen är färdiga att följa henne ut för att söka föda, medan hannarna stryker omkring för sig själva.

### Föda
Brushanarna äter små insekter och maskar, ibland också säd.

## Brushanen och människan

### Status och hot
Brushanen har ett mycket stort globalt utbredningsområde och trots att den globala populationen minskar så bedöms inte utvecklingstrenden för arten vara så kraftig att den är hotad. Utifrån dessa kriterier kategoriserar IUCN arten som livskraftig (LC).
Vissa populationer är dock mer utsatta än andra, däribland den svenska som på Artdatabankens rödlista kategoriseras som sårbar (VU). 2018 uppskattades det svenska beståndet till 25 000 par.

### Namn
På Gotland har arten kallats purrhyna.